# Lieskovec, Zvolen
Lieskovec este o comună slovacă, aflată în districtul Zvolen din regiunea Banská Bystrica, pe malul râului Zolná⁠(d). Localitatea se află la altitudinea de 304 m deasupra n.m., se întinde pe o suprafață de 13,9 km2 și în 2017 număra 1.450 de locuitori.

## Istoric
Localitatea Lieskovec este atestată documentar din 1263.

## Demografie
| An:                | 1994 | 2004 | 2014   | 2024   |
| ------------------ | ---- | ---- | ------ | ------ |
| Număr de persoane: | 1393 | 1393 | 1467   | 1372   |
| Diferență:         |      | +0%  | +5,31% | −6,47% |

| An:                | 2023 | 2024   |
| ------------------ | ---- | ------ |
| Număr de persoane: | 1377 | 1372   |
| Diferență:         |      | −0,36% |